# Hartwell (Misuri)
Hartwell es un lugar designado por el censo ubicado en el condado de Henry en el estado estadounidense de Misuri. En el Censo de 2010 tenía una población de 16 habitantes y una densidad poblacional de 12,98 personas por km².

## Geografía
Hartwell se encuentra ubicado en las coordenadas 38°25′53″N 93°56′2″O / 38.43139, -93.93389. Según la Oficina del Censo de los Estados Unidos, Hartwell tiene una superficie total de 1.23 km², de la cual 1.23 km² corresponden a tierra firme y (0.21%) 0 km² es agua.

## Demografía
Según el censo de 2010, había 16 personas residiendo en Hartwell. La densidad de población era de 12,98 hab./km². De los 16 habitantes, Hartwell estaba compuesto por el 100% blancos, el 0% eran afroamericanos, el 0% eran amerindios, el 0% eran asiáticos, el 0% eran isleños del Pacífico, el 0% eran de otras razas y el 0% pertenecían a dos o más razas. Del total de la población el 0% eran hispanos o latinos de cualquier raza.